# سقمونیا

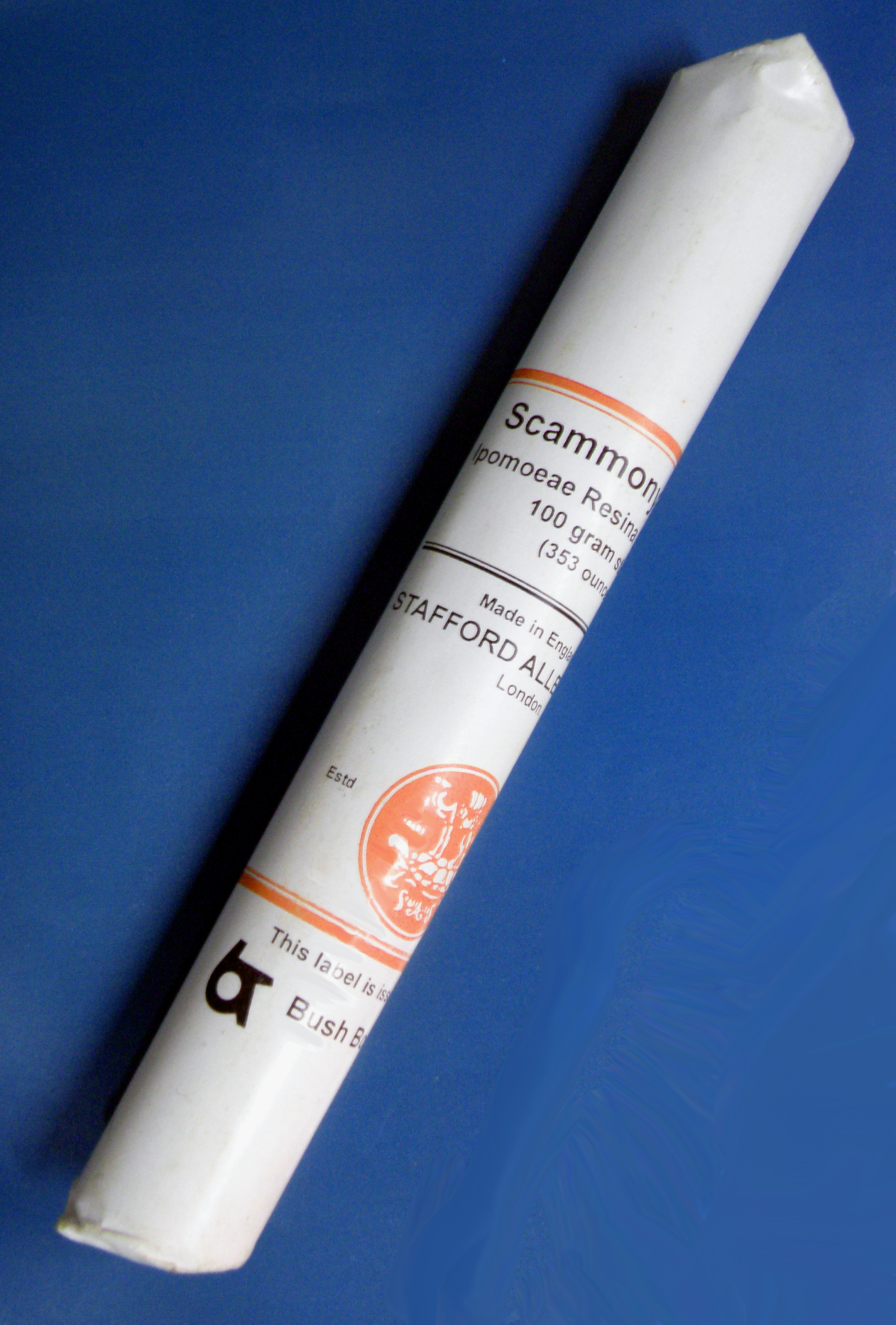
صمغ سقمونیا، بسته بندی استافورد آلن و پسران، انگلستان

سقمونیا،(سمقونیا) با نام علمی Convolvulus scammonia گیاهی است از خانوادهٔ پیچک. نام‌های دیگر این گیاه عبارتند از محموده، ساک مونیا، اسکامونه، و اسکامونیوم. نام این گیاه در کشور فرانسه scammonee، در کشور انگلستان plant scamminy و در هند ساک مونیا است.
این گیاه به دور گیاهانی که در نزدیکی‌اش وجود دارد می‌پیچد و تا ارتفاع ۵/۲ متر بالا می‌رود.
این گیاه دارای ریشه ضخیم و گوشتی است و گل‌هایی به رنگ سفید یا زرد کم رنگ دارد رنگ صمغی که در ریشه آن قرار دارد کبود رنگ و مانند صدف است. 
قسمت مورد استفاده آن صمغی است که از ریشه آن گرفته می‌شود.

## پراکندگی جغرافیایی
این گیاه خاص آسیای کوچک می‌باشد و در مناطق سوریه تا قفقاز و عراق و یونان وجود دارد. در ایران در مناطق جنوب غرب هم در مزارع و پارک و حاشیه خیابانها می روید. این گیاه در آبادان و بیشتر در محدوده مسکونی خانه‌های شرکت نفت ( بوارده، بریم و بهمنشیر ) و در زمینهای بایر رشد دارد که به عنوان یکی از علفهای هرز شناخته می‌شود.

## صمغ
روش گرفتن صمغ از ریشه گیاه سمقونیا:
اطراف ریشه را از خاک خالی کرده و چند برگ گردو در اطراف آن روی زمین پهن می‌کنیم و شکاف‌هایی در اطراف آن ایجاد می‌کنیم شیره موجود در ریشه این گیاه از این شکاف‌ها خارج می‌شود و روی برگ‌های گردو جمع‌آوری می‌شود سپس آن‌ها را در داخل صدفی جمع کرده و در آفتاب می‌خشکانیم.
ترکیب شیمیایی:
رزین سمقونیا که از ریشه آن گرفته می‌شود دارای ماده‌ای به نام اسکاممونین است که در الکل ۹۵ درجه حل می‌شود.
رزین خام از تقطیر محلول الکلی ریشه گیاه تهیه می‌شود.
در طب سنتی از این گیاه جهت تسهیل دفع صفرا استفاده می شود.